# Io la conoscevo bene
Io la conoscevo bene è un film del 1965 diretto da Antonio Pietrangeli.
Il film è stato selezionato tra i 100 film italiani da salvare.

## Trama
Adriana è una ragazza molto giovane, bella e di umili origini della provincia di Pistoia che si trasferisce a Roma, dove cerca di farsi strada nell'ambiente dello spettacolo in tanti modi. La sua ricerca, talora faticosa e umiliante, la porterà a conoscere numerosi personaggi che, con maggiore o minore fortuna, fanno parte di quel mondo, apparentemente sfavillante. I quali, chi più chi meno, si approfitteranno anche sessualmente di lei senza mantenere le promesse fatte e lasciandola, da sola, al suo tragico destino, fino al suicidio.

## Produzione
Prodotto da Turi Vasile e Mario Ferrari per la ULTRA Film e progettato sin dal 1961, la pellicola venne girata tra Roma, Faleria, Mazzano Romano (precisamente alle cascate del fiume Treja), Orvieto (presso il duomo, nel Teatro Mancinelli e nella stazione ferroviaria) e gli studi della Titanus alla Circonvallazione Appia a Roma.
Per la parte della sfortunata Adriana Astarelli i tre sceneggiatori e la produzione, per lanciare commercialmente il film, pensarono inizialmente a Natalie Wood, Catherine Spaak, Sandra Milo, Silvana Mangano e Brigitte Bardot. Pietrangeli però si impose e scelse Stefania Sandrelli, che nonostante la giovane età e la poca esperienza compariva per la prima volta in un ruolo da vera protagonista ed interpretando un personaggio, complesso e articolato, che è rimasto assolutamente memorabile.
Nel film appare per la prima volta al cinema una quindicenne (e doppiata) Loretta Goggi che, pur non essendo accreditata nei titoli del film, interpreta il fugace ruolo della imbarazzata figlia della titolare di uno stabilimento balneare denominato "Calypso". Tra i tanti comprimari, in un ruolo particolarmente riuscito ed incisivo appare anche Ugo Tognazzi, con cui il regista aveva appena lavorato (1964) in il magnifico cornuto. Compare, infine, pure non accreditato, il gruppo dei Flippers (si riconoscono chiaramente Franco Bracardi e Massimo Catalano) nella scena dell'ultima festa alla quale Adriana partecipa.

## Colonna sonora
Il commento musicale è opera di Piero Piccioni, tuttavia nel sonoro hanno un ruolo fondamentale anche numerose canzoni dell'epoca, eseguite rispettivamente da: Mina (Eclisse twist, Addio e E se domani), Peppino di Capri (Le stelle d'oro e Roberta), Sergio Endrigo (Oggi è domenica per noi, Mani bucate e Dimmi la verità), Millie (Sweet William e What Am I Living For?), Gilbert Bécaud (More e Toi), Mia Gemberg (Ogni giorno che passa), Gino Marinacci e i suoi solisti (Surf della frusta), le Gemelle Kessler (Lasciati baciare col letkiss), Ornella Vanoni (Abbracciami forte) e Yvar Sauna e la sua Orchestra (Letkiss).

## Accoglienza

### Critica
«... Nulla da eccepire sulle intenzioni letterarie di questo ritratto, che forse ripetendo vecchi temi, mirava a polemiche più profonde di quelle sin qua tentate da Pietrangeli, nell'ambito soprattutto di un'osservazione acuta e dolorosa del nostro costume contemporaneo. Purtroppo queste intenzioni non sono state adeguatamente servite né dal testo, né in molti casi dalla regia. Fra gli interpreti merita lodi Stefania Sandrelli, le si alternano a fianco anche se spesso fugacemente Nino Manfredi nella caricatura di un talent scout, Ugo Tognazzi umanissimo e persino patetico...» Gianluigi Rondi ne Il Tempo del 4 dicembre 1965.

## Riconoscimenti
- 1966 – Nastro d'argento
  - Miglior regista a Antonio Pietrangeli
  - Migliore sceneggiatura a Ettore Scola, Antonio Pietrangeli e Ruggero Maccari
  - Miglior attore non protagonista a Ugo Tognazzi
- 1966 – Mar del Plata Film Festival
  - Miglior regista a Antonio Pietrangeli